# فردیناند دوم، امپراتور مقدس روم
فردیناند دوم(به آلمانی: Ferdinand II)(زادهٔ ۹ ژوئیهٔ ۱۵۷۸- مرگ ۱۵ فوریهٔ ۱۶۳۸) امپراتور مقدس روم و پادشاه مجارستان و بوهم از دودمان هابسبورگ بود. رویداد جنگ سی‌ساله همزمان با پادشاهی او بود.

## زندگی
فردیناند دوم در گراتس زاده‌شد. وی پسر کارل دوم، آرشیدوک اتریش و نوهٔ فردیناند یکم، امپراتور مقدس روم بود. در ۱۶۱۷ پادشاهی بوهم و یک سال پس از آن مجارستان بدو سپرده‌شد. سرانجام در ۱۶۱۹ تاج امپراتوری مقدس روم را بر سر نهاد. از آنجا که ماتیاس فرزندی نداشت، فردیناند به جانشینی او پذیرفته شده‌بود.
او از آغاز امپراتوری‌اش با شورش‌های پروتستان‌ها در جنگ سی‌ساله رودررو گردید.